# Niklaus von Moos
Niklaus von Moos (Sachseln, 3 juli 1818 - 16 april 1877), was een Zwitsers politicus.
Niklaus von Moos ontving onderwijs in Einsiedeln, Sankt Gallen en Lausanne. Na zijn opleiding was hij leraar aan de dorpsschool in Sachseln. In 1843 werd hij schrijver van het kanton Obwalden. Politiek gezien behoorde hij tot de Radicale Partij (voorloper van de huidige Vrijzinnig Democratische Partij).
Niklaus von Moos werd in april 1848 gekozen tot staatsschrijver. In de herfst van 1848 werd hij tot plaatsvervangend kanselier, het nieuw gecreëerde ambt dat het ambt van staatsschrijver opvolgde. Hij bleef plaatsvervangend kanselier tot 1851.
Niklaus von Moos bekleedde na zijn aftreden als vicekanselier diverse politieke en juridische ambten in het kanton Obwalden.
Naast zijn politieke en juridische werkzaamheden was hij redacteur van enige boekdelen die de wetsartikelen van het kanton Obwalden behandelden, alsmede de auteur van enige boeken over de rechtsgeschiedenis van het kanton Obwalden.